# Allen Covert
Allen Stephen Covert (født 13. oktober 1964 i West Palm Beach, Florida) er en amerikansk komiker, skuespiller, manusforfatter og producer, der er bedst kendt for sit samarbejde med skuespiller Adam Sandler.